# Tetranitrocuban
Tetranitrocuban (kurz TNC) ist eine chemische Verbindung mit der Summenformel (C8H4(NO2)4), die als Sprengstoff genutzt werden kann.

## Gewinnung und Darstellung
Tetranitrocuban kann durch Oxidation des entsprechenden Tetraisocyanates mit Dimethyldioxiran in Aceton gewonnen werden.

## Eigenschaften
An dem Grundgerüst Cuban (C8H8) befinden sich vier Nitrogruppen und vier Wasserstoffatome, Octanitrocuban besitzt dagegen acht Nitrogruppen und keine Wasserstoffatome mehr. Tetranitrocuban wird im Kilomaßstab hergestellt, da man in diesem Molekül einen potentiellen Sprengstoff erkannt hat.
Die energiereiche Struktur der Würfelgeometrie erhöht die Brisanz des Sprengstoffes.